# Шевченко, Елена Олеговна
Елена Олеговна Шевченко (укр. Олена Олегівна Шевченко; род. 13 мая 1982, Киев) — украинская активистка ЛГБТ-движения и основательница общественной организации Insight.

## Биография

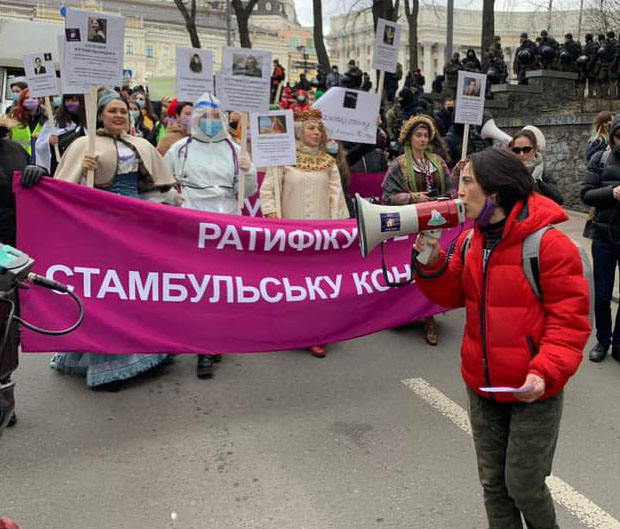
Елена Шевченко на Марше женщин в Международный женский день 8 марта 2021 года в Киеве

Родилась 13 мая 1982 года на ДВРЗ в Дарницком районе Киева. Мать — секретарь, отец — сапожник и строитель.
Школу окончила с золотой медалью. Окончила биологический факультет Национального педагогического университета имени М. П. Драгоманова.
С детства занималась дзюдо, затем вольной борьбой. Мастер спорта по вольной борьбе.
До 2009 года преподавала биологию и физкультуру в Национальном педагогическом университете имени М. П. Драгоманова.
В 20 лет стала волонтёром в общественной организации «Женская сеть», которая занималась правами ЛГБТ и женщин. В 2007 году Елена Шевченко вместе с двумя единомышленниками основала организацию Insight, которая занимается правами ЛГБТ и помощью женщинам, пострадавшим от насилия. Организация официально зарегистрирована в 2008 году, её директором стала Анна Долгопол. В 2010 году директором стала Елена Шевченко. В 2010 году избрана в правление международной молодёжной организации IGLYO, которая занимается правами ЛГБТ. В октябре 2020 года избрана членом правления международной организации ILGA World, которая занимается правами ЛГБТ.
В 2014 году вместе с ЛГБТ-активистом Юрием Франком при поддержке Норвежского Хельсинкского комитета опубликовала книгу «Азбука прав ЛГБТ» (Абетка з прав ЛГБТ).
После аннексии Крыма Российской Федерацией и начала войны в Донбассе в 2014 году занималась эвакуацией ЛГБТ-людей из аннексированных Россией территорий.
После вторжения России в 2022 году занимается сбором средств, покупкой различных товаров первой необходимости: от аптечек до гормонов для трансгендеров.
Журнал Time опубликовал список 12 женщин 2023 года, которые работают над созданием более равноправного мира. В него попала Елена Шевченко.

## Личная жизнь
Живёт в Киеве на правом берегу.
Открытая лесбиянка, вегетарианка (пескетарианка).